# Debikè
Debikè is een dorp in het district Sipaliwini in Suriname. Het ligt aan de Boven-Surinamerivier. Het dorp staat via de rivier en met een weg in verbinding met Pikin Slee en Foetoenakaba stroomafwaarts en Botopasi stroomopwaarts. Via de landingsbaan van Bototpasi staan de dorpen in contact met Paramaribo.
In het dorp staat sinds het begin van de jaren 1960 een gezondheidscentrum van de Medische Zending. Ook bevonden zich hier gouvernements-logeergebouwen waar patiënten op doorreis konden overnachten.
Sinds de jaren 2010 is er een bijkantoor van het Bureau voor Burgerzaken gevestigd.
In maart 2021 startte minister David Abiamofo van Natuurlijke Hulpbronnen met een project om een groot aantal dorpen langs de rivier via zonnepanelen aan te sluiten op een permanente stroomvoorziening, waaronder Debikè.
Abenaston · Adawai · Akisiaman · Akwaukondre · Amakakondre · Asenbaso · Asidonhopo · Atjoni · Aurora · Begoeba · Begoon · Bekiokondre · Bendikwai · Bendiwata · Biudoematoe  · Bofokoele · Botopasi · Dan · Dangogo · Daume · Debikè · Deboo · Djemongo · Djoemoe · Duwatra · Foetoenakaba · Gingiston · Goddo · Godowatra · Goejaba · Gran Slee · Grantatai · Gunsi · Heikoenoenoe · Jawjaw · Kaajapati · Kajana · Kambaloea · Kampoe · Koonoo · Kuututen · Ladouanie · Lespansi · Ligorio · Malobi · Malroseekondre · Masiakriki · Moitori · Nazaleti · Nieuw-Aurora · Padalafanti · Pambo Oko · Pikin Slee · Pingpe · Pokigron · Saloebanga · Semoisi · Soolan · Stonhoekoe · Tjaikondre · Toemaripa · Toetoeboeka